# Enterprise Mobility Management
Enterprise Mobility Management (EMM) beschreibt einen ganzheitlichen Ansatz und entsprechende komplexe Softwarelösungen, sog. EMM Suites, zur Verwaltung von Mobilgeräten in Unternehmen.
EMM Suites bilden die zentrale Verwaltungsplattform, um mobile Endgeräte in Firmen sicher und wirtschaftlich zu betreiben und in die Unternehmensinfrastruktur einzubinden. Dazu vereinen sie die klassischen, ursprünglich getrennt entstandenen Lösungen für Mobile-Device-Management (MDM – sichere Verwaltung der mobilen Endgeräte auf Basis von Unternehmensrichtlinien), Mobile Application Management (MAM – unternehmensspezifische Verwaltung aller erlaubten Apps), Mobile Content Management (MCM – Zugriffsverwaltung von mobilen Endgeräten und Apps auf Unternehmensressourcen wie Clouddienste, Mailserver, Fileserver und Sharepoint) und weitere Aspekte des Betriebes mobiler Endgeräte unter einem Dach und einer homogenen Bedienoberfläche.
Zu den Mobilgeräten zählen primär Smartphones und Tablets, wobei EMM sowohl mit einer firmeneigenen Standardgeräteflotte als auch einer heterogenen Landschaft aus privaten Geräten (Stichwort BYOD) umgehen kann. Aber auch Windows-basierte Desktop-Rechner können mit EMM-Systemen verwaltet werden.
Die EMM-Suite selbst kann auf einem Server im Unternehmen (On Premises), in einer Cloud oder in einer Mischform aus beidem (Hybrid) betrieben werden.

## Anbieter
Laut Gartner waren 2017 die führenden EMM-Lösungen VMWare (Airwatch), MobileIron, Blackberry und IBM (MaaS).

## Trends
Ähnlich wie der Begriff EMM in der IT-Fachwelt inzwischen das veraltete MDM ablöst, weil es dieses einschließt und gleichzeitig weit darüber hinausgeht, besteht der nächste Trend darin, Lösungen für Enterprise Mobility Management, Desktop-Rechner und Internet der Dinge in Form von sog. UEM-Lösungen weiter zu vereinheitlichen.